# Тригер, Марк Яковлевич
Марк Яковлевич Тригер (1896—1941 гг.) — советский писатель и драматург.
По образованию врач. Известный русский советский писатель и драматург 1930-х годов. Член Союза писателей с 1934. Заведующий литературной частью Московского рабочего театра. Участник Великой Отечественной войны, воевал в 8-й Краснопресненской дивизии народного ополчения. Погиб на фронте под Вязьмой.
Его его имя высечено на мемориальной доске в Центральном Доме литераторов в Москве (ЦДЛ)

МОСКОВСКИЕ ПИСАТЕЛИ, ПОГИБШИЕ НА ФРОНТАХ Великой Отечественной войны 1941—1945 г.г., среди них: В. И. Аврущенко, Д. М. Алтаузен, В. Э. Багрицкий, М. Ф. Винер, М. Я. Тригер и другие 

## Книги
- Тригер М. Счастливая женщина. Драма в 3-х действиях. М. Цедрам. 1934

- Тригер М. Инженеры

- Тригер М. Сборник одноактных пьес